# الثیا گیبسون
 الثیا گیبسون (انگلیسی: Althea Gibson؛ زاده ۲۵ اوت ۱۹۲۷ درگذشته ۲۸ سپتامبر ۲۰۰۳) یک تنیس‌باز اهل ایالات متحده آمریکا بود.